# Von Blixen
von Blixen är en uradlig ätt, med ursprung från Wolgast i Vorpommern, där den omtalas på 1200-talet. Ätten är friherrlig i Rügen, Svenska Pommern, Danmark och Sverige. Medlemmar av den svenska friherrliga ätten skriver sig von Blixen-Finecke och de danska medlemmarna Blixen-Finecke.

## Svenska ättens historia
Släktens förste kände medlem, Hinricus Blixino, omnämns 1239 i Pommersches Urkundenbuch.
Den svenska ättens stamfader är av tradition Claus Blixen till Klein Zastrow, som nämns 1470. Hans sonson var Christoff d. y. på Jargenow, död före 1602. En sonson till honom, Levin von Blixen till Sestelin, var gift med Anna von Kamptz och blev far till Fredrik August von Blixen (1663–1731) till Sestelin, som föddes i det då svenska Pommern. En annan sonson till Christoff d. y. var Andreas Dubislaff von Blixen (1644–1688) som var far till Conrad Christoffer d. ä. (1687–1751).

### Första adliga ätten von Blixen nr 1779
Fredrik August von Blixen (1663–1731) till Sestelin naturaliserades 1723 som svensk adelsman och introducerades med ättenummer 1779. Hans hustru var Agnes Juliana von Arras som tillhörde den pommerska adeln. De fick två söner, vilka båda förblev barnlösa varmed första ättegrenen slöts 1761.

### Andra adliga ätten von Blixen nr 1779
Conrad Christoffer von Blixen d. ä. till Zastrow och Sestelin var gift med Elisabeth Sophia von Flotow som tillhörde en uradlig ätt från Mecklenburg. De fick två söner, Conrad von Blixen (1716–1787) och Hans Gustaf von Blixen (1728–1791), vilka naturaliserades som svenska adelsmän 1756 samt adopterades på farbroderns introduktion.
Hans Gustaf von Blixen var överstelöjtnant och gift med Elisabeth von Owstin. Han skrev sig till Jargenow och Negentin i Pommern. Hans ätt slocknade på svärdssidan 1852 med Gustaf Adolf Carl Christian von Blixen till Jargenow, Negentin och Neu-Tellin.

### Friherrliga ätten von Blixen eller von Blixen-Finecke nr 258
Hans Gustaf von Blixens äldre bror, Conrad Christopher von Blixen den yngre till Zastrow och Sestelin och Näsbyholm i Skåne introducerades på det svenska riddarhuset 1756 och upphöjdes år 1772 i svenskt friherrligt stånd. Conrad Christopher von Blixens svärfar Christian Henrik von Finecke var dansk gardeskapten och hade samlat på sig en stor förmögenhet. Svärfadern stiftade (1756) ett fideikommiss i Skåne (Näsbyholms slott) för sin svärson. En annan Finecke, den danske kammarherren Teodosius von Finecke, lämnade ett stort gods på Fyn  – Dallund – åt Conrad Christophers andre son, Carl Philipp. Dessutom bestämde Finecke i sitt testamente att Carl Philipp von Blixen skulle anta namnet Finecke. Till följd av detta begärde Carl Philip von Blixen 1794 av svenske konungen för sig och efterkommande att få heta von Blixen-Finecke, vilket medgavs.
Carl Philip von Blixen-Finecke blev den ende som förde ätten vidare på svärdssidan, varigenom alla svenska och danska ättmedlemmar skriver sig von Blixen-Finecke. Hans hustru var friherrinnan Sophia Magdalena von Essen vars mor var friherrinnan Kruse af Verchou, från vilka alla senare medlemmar av släkten härstammar. År 1802 erhöll Carl Philip von Blixen-Finecke danskt friherrebrev under detta namn. En sonson till honom, Carl Fredrik Axel Bror von Blixen-Finecke (1822–1873), svensk och dansk friherre, var under en tid Danmarks utrikesminister. Han var gift i andra äktenskapet med Augusta av Hessen-Kassel och därmed svåger till den i Danmark utvalde tronföljaren, sedermera Kristian IX av Danmark.
Släkten innehar idag Näsbyholms fideikommissaktiebolag som omfattar omkring 2 000 hektar. Dallund såldes 1915. Danska grenen innehar godset Hesselagergård på Fyn sedan 1904.

## Medlemmar
- Bror von Blixen-Finecke (1886–1946), storviltjägare och författare
- Carl von Blixen-Finecke (1822–1873), dansk politiker
- Carl Philip von Blixen-Finecke (1749–1849), militär och godsägare
- Catharina Blixen-Finecke (född 1951), politiker, moderat
- Conrad von Blixen (1716–1787), militär
- Conrad von Blixen-Finecke (1791–1829), kammarherre
- Gustaf von Blixen-Finecke (1853–1909), dansk-svensk militär och hovman
- Hans von Blixen-Finecke - flera personer
  - Hans von Blixen-Finecke (1886-1917), tävlingsryttare och flygpionjär
  - Hans von Blixen-Finecke (1916-2005), militär och tävlingsryttare
- Karen Blixen (1885–1962), dansk författare
- Kirstine von Blixen-Finecke (född 1945), överhovmästarinna